# 武昌南站
武昌南站，简称武南，原名新余家湾站，1975年改为现名:252，是京广铁路上的一座车站，位于湖北省武汉市洪山区南郊，建于1969年，为二等站，邮政编码为430064。武昌南站曾是武汉铁路枢纽中的主要编组站之一，共有站线53条，日编解能力为5400辆，承担京广线上行货物列车及枢纽内小运转列车的编解作业任务。此外，本站还办理铁路货物快运业务。
2009年武汉北编组站投入使用后，本站部分车流调整到长江以北编发。随着天兴洲长江大桥及武汉货车外绕线的开通，货车不必再经过京广铁路正线上的本站，因此本站的重要性进一步下降，成为武汉铁路枢纽一主（武汉北）二辅（武昌东、武昌南）布局中的辅助编组站。2018年4月，根据武汉铁路枢纽内分工调整，武昌南站不再办理编组业务，其职能交由武昌东站承担。